# Ho visto un re
Ho visto un re è un brano musicale interpretato da Enzo Jannacci con il testo composto da Dario Fo e musica di Paolo Ciarchi (accreditato nella prima edizione a Ernesto Esposito con lo pseudonimo Omicron) che fu pubblicato la prima volta, nel 1968, nel singolo Ho visto un re/Bobo Merenda, e nell'album Vengo anch'io. No, tu no. Il brano è basato su un canto dell’Amiata, originariamente raccolto da Caterina Bueno.

## Il brano
Nella registrazione del brano l'orchestra è diretta da Luis Enrique Bacalov. Insieme a Jannacci alla registrazione del brano aveva partecipato un coro di accompagnamento composto da Cochi e Renato, Giorgio Gaber e altri. La canzone fu censurata dalla Rai che vietò a Jannacci di presentarla alla finale di Canzonissima del 1968.
Questa canzone di Dario Fo è nata come "canzone popolare finta", scritta appositamente per lo spettacolo Ci ragiono e canto, che era composto da una serie di canzoni folcloristiche, legate al mondo del lavoro, risultato di una lunga ricerca sui canti popolari italiani. Lo spettacolo fu rappresentato per la prima volta a Torino il 16 aprile 1966 al Teatro Carignano. 
La voce narrante è quella di alcuni contadini che, cantando, spiegano come tutti i potenti, non appena vengono toccati i loro interessi e le loro proprietà, anche in misura minima, piangono, mentre i villani, anche quando vengono deprivati di beni essenziali, devono ridere perché il loro piangere «fa male al re, fa male al ricco e al cardinale, diventan tristi se noi piangiam».
Nel testo sono inserite anche alcune frasi in dialetto milanese.

## Altre versioni
- 1993 - Paolo Rossi - nell'album Canzonacce  (dal night a Shakespeare)
- 2001 - Giorgio Gaber canta insieme a Dario Fo, Enzo Jannacci, Antonio Albanese e Adriano Celentano nella trasmissione di Rai Uno 125 milioni di caz..te[7]
- 2014 - Luca Bassanese e Antonio Cornacchione, nell'album di Luca Bassanese L'amore (è) sostenibile
- 2014 - Mika e Dario Fo, nella trasmissione di La7 Le Invasioni Barbariche[8]